# Karinthische Slovenen

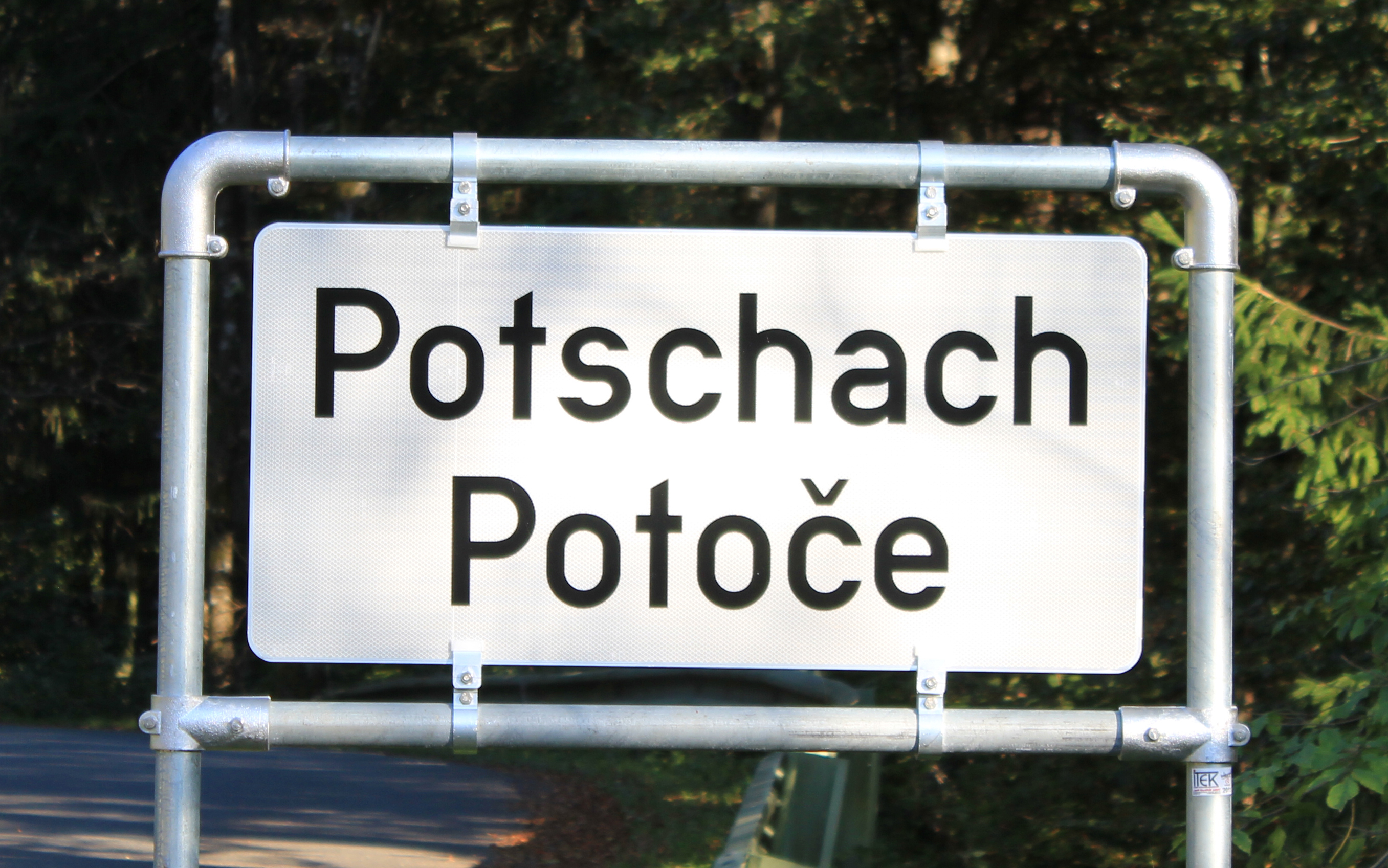
Tweetalig Duits-Sloveens plaatsnaambord

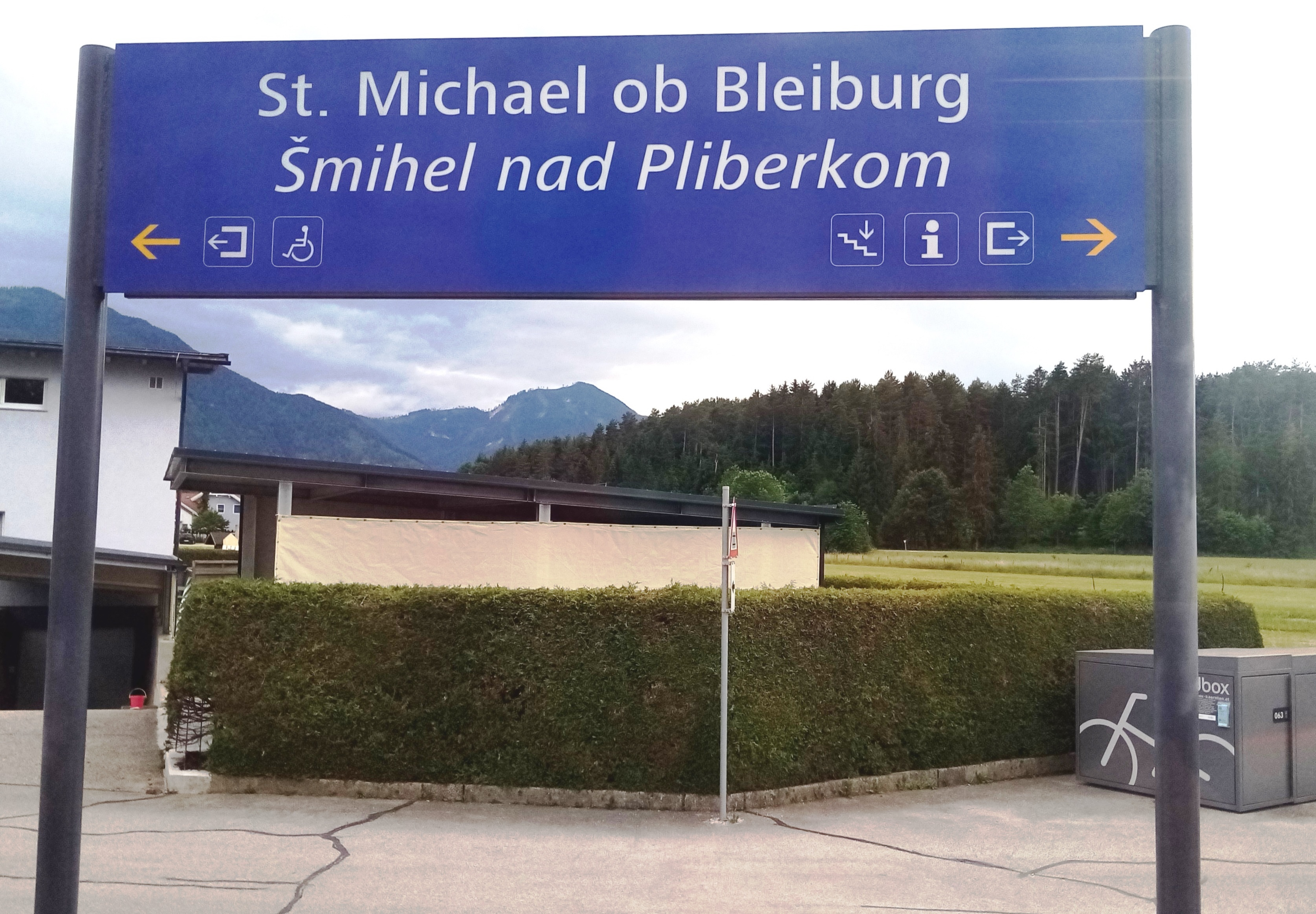
Tweetalig Duits-Sloveens bord op het station van Sankt Michael ob Bleiburg

Karintische Slovenen  (Sloveens: Koroški Slovenci, Duits: Kärntner Slowenen) zijn een etnische groep van Slovenen in de Oostenrijkse deelstaat Karinthië. 

## Geschiedenis
De Slovenen waren al aanwezig in Karantanië, een voorloper van het Hertogdom Karinthië. Ten tijde van het Heilige Roomse Rijk werd ook het Duits belangrijk in het gebied, vooral bij de elite. De plattelandsbevolking bleef voornamelijk Sloveenstalig. Er vormde zich een taalgrens die tot de 19de eeuw stand hield. De plaatselijke hoofdstad Klagenfurt was destijds een tweetalige stad. 
Na de Eerste Wereldoorlog viel Oostenrijk-Hongarije. Karinthië sloot zich aan bij de Republiek Duits-Oostenrijk. Het nieuwe Koninkrijk der Serviërs, Kroaten en Slovenen bezette voor een korte tijd het gebied waar veel Slovenen woonden. Er werd beslist om een referendum te houden, het Karinthisch plebisciet, dat zou beslissen bij welk land het Sloveenstalige deel zou horen. Hoewel 70% van de bevolking Sloveens sprak koos 59% voor aansluiting bij de Eerste Oostenrijkse Republiek. Oostenrijk had zekerheid gegeven dat de Sloveense cultuur niet onderdrukt zou worden. Deze belofte werd niet nagekomen na de opkomst van het nationaalsocialisme. De situatie verslechterde na de Anschluss in 1938 en escaleerde in 1942 toen Sloveense families uit hun huis gezet werden en velen van hen in concentratiekampen, zoals Ravensbrück belandden. 
Op 15 mei 1955 werd het Oostenrijks Staatsverdrag getekend waarin de rechten van de Slovenen en de Kroaten beschermd werden. 